# Нестор Дечански
Преподобни Нестор Дечански је био српски светитељ који је живео у 16. веку.

## Историјски остаци
Године 1564/1565. свештеномонах Никодим је по наруџбини Преподобног Нестора Дечанског израдио велики крст у тисовом дрвету. Поред литургијских текстова о значењу и духовној моћи крста, урезан је и запис: „Написа се сиј свети и божаствени крст в љето 1564—1565, повељенијем старца Нестора с братиама, Бог да их прости в дан судни, амин“.
Преподобни Нестор Дечански се помиње у Општој стихри српским светитељима.
Српска православна црква га прославља 11/24. новембра.

## Живот
Две године пошто је завршено израђивање великог крста, 25. јуна 1567. године завршено је и зидање и осликавање цркве у Брезовици, код Плава, у чему су учествовали преподобни јеромонах Нестор Дечански и његово братство. Преподобни Нестор Дечански се често помиње као старац Белајске пустиње. Није позната тачна година његове смрти.